# Dobre (województwo lubelskie)
Dobre – wieś w Polsce położona w województwie lubelskim, w powiecie opolskim, w gminie Wilków.
W latach 1975–1998 miejscowość należała administracyjnie do ówczesnego województwa lubelskiego.
Wieś stanowi sołectwo w gminie Wilków. Według Narodowego Spisu Powszechnego z roku 2011 wieś liczyła 373 mieszkańców.
Na północ od wsi znajduje się Rezerwat przyrody Skarpa Dobrska.
Wierni Kościoła rzymskokatolickiego należą do parafii św. Floriana i św. Urszuli w Wilkowie.

## Części wsi
| SIMC    | Nazwa      | Rodzaj    |
| ------- | ---------- | --------- |
| 0393376 | Małe Dobre | część wsi |

## Historia
Dobre w wieku XIX wieś i folwark w powiecie nowoaleksandryjskim (puławskim), gminie Rogów, parafii Wilków.
Według spisu z roku 1827 było tu 46 domów i 342 mieszkańców.
Charakterystyka dóbr
Dobra Dobre składają się z folwarków Dobre, Dąbrówka i Podgórz, a także wsi: Podgórz, Kosiarów, Menćmierz, Żmijowiska i Dobre oddalone od Lublina wiorst 42, od Nowej Aleksandryi (Puław) wiorst 21, od Kazimierza wiorst 7, od Końskowoli wiorst 24. Rzeka Wisła stanowi granicę zachodnią wsi. Rozległość dóbr wynosi mórg 1,160 w tym: folwark Dobre grunta orne i ogrody mórg 164, łąk mórg 44, pastwisk mórg l, nieużytki i place mórg 9, razem mórg 219. Płodozmian zaprowadzony 8-polowy, budynków drewnianych 5. Folwark Dąbrówka grunta orne i ogrody mórg 324, pastwisk mórg 15, lasu mórg 23, nieużytki i place mórg 11, razem mórg 373. Płodozmian zaprowadzony 10. polowy, Budynków murowanych 2, z drewna 7, folwark Podgórz posiadał grunta orne i ogrody mórg 454, pastwisk mórg 8, lasu mórg 6, nieużytki i place mórg 100, razem mórg 568. Płodozmian 8, 10, i 12. polowy. Budynków murowanych 4, z drewna 7.
W dobrach ekspolatowano pokłady marglu i kamienia wapiennego, był także wiatrak. Wieś Podgórz osad 26, gruntu mórg 279; wieś Kosiarow osad 14, gruntu mórg 107; wieś Menćmierz osad 11, gruntu mórg 44; wieś Żmijowiska osad 25, gruntu mórg 395; wieś Dobre osad 71, gruntu mórg 790.
Powinności ekonomiczne w wieku XV
Dziesięciny pobierane we wsi należały do klasztoru świętokrzyskiego, następnie do biskupa krakowskiego i plebana Wilkowa.
- 1442 sąd polubowny postanawia, że dziesięcina ze wsi Dobre, jako założonej na surowym korzeniu, winien pobierać biskup krakowski, a nie opat świętokrzyski[11].
- 1470-80 W swojej kronice Długosz opisuje, że z łanów kmiecych wsi Dobre Małe i Duże dziesięcina snopowa i konopna dowożono opactwu świętokrzyskiemu do 1442 r., gdy wyrokiem sądu polubownego przyznano je w całości biskupowi krakowskiemu (Długosz L.B. II 555; III 250-1);
- 1529 z pewnych ról we wsiach Dobre, Stok i Zaszczytów dziesięcinę snopową o wartości 6,5 grzywien pobiera biskup krakowski, z folwarku dziesięcina snopowa wartości 3 fertonów należy do plebana Wilkowa[12].

## Archeologia
W latach 1973–1981 we wsi odkryto podczas badań archeologicznych cmentarzysko i osadę wielokulturową, w tym wczesnośredniowieczną z VII -X wieku(IA. Badania 1980, Warszawa 1981,104). Potwierdzeniem są materiały z VI-XIII wieku stwierdzone w trakcie badań Archeologiczna Zdjęcie Polski.